# Stellan Bengtsson
Stellan Bengtsson (Falkenberg, 26 luglio 1952) è un ex tennistavolista svedese.